# Johann Heinrich Fuhr
Johann Heinrich Fuhr (* 21. Januar 1777 in Darmstadt; † 18. April 1840 ebenda) war ein deutscher Kaufmann.

## Leben
Johann Heinrich Fuhr wurde als jüngster Sohn von Johann Heinrich Fuhr (* 1735 in Darmstadt; † Dezember 1809), der einen internationalen Warenhandel aufbaute, geboren. Er hatte noch drei Brüder und eine Schwester. Sein Bruder J. D. F. Fuhr baute ein Handelshaus in Frankfurt am Main auf, mit dem er von Darmstadt aus Handel trieb, hierdurch konnten sich beide Geschäfte regional ausdehnen. Sein Bruder Wilhelm Fuhr führte das Geschäft in Darmstadt weiter und sein Bruder Ludwig Fuhr wurde Eigentümer eines Eisenhammers in Ober-Ramstadt im Odenwald. Seine Schwester Johanna Maria (* 4. August 1779 in Darmstadt; † 27. Oktober 1857 ebenda) war mit dem Hofrat Ferdinand Schazmann (* 15. Juli 1766; † 15. April 1845) verheiratet.
Johann Heinrich Fuhr wurde durch Privatlehrer zu Hause unterrichtet und besuchte später das Gymnasium in Darmstadt, anschließend erhielt er im väterlichen Betrieb eine Lehre zum Kaufmann. Er unterstützte seinen Bruder Wilhelm Fuhr im Geschäft, ohne aber Miteigentümer zu sein. Im Juni 1824 verstarb sein Bruder Wilhelm und das Geschäft In Darmstadt-Birngarten (heute: Alexanderstraße) ging nun auf ihn über, das er nun als alleiniger Geschäftsinhaber weiter führte.
Er kaufte 1824 das ehemals dem Prinzen Georg Wilhelm von Hessen-Darmstadt gehörige Schloss Braunshardt bei Darmstadt.
Als sein baldiger Tod absehbar war, ließ der Unverheiratete ein Testament aufsetzen, in dem er verfügte, das sein Vermögen für verschiedene mildtätige Zwecke verwendet werden soll:
- die Stadtkirche Darmstadt erhielt 1.500 Gulden, mit der Auflage, dass das Geld für die Reparatur der Kirche verwendet werden soll;
- in Darmstadt sollte eine Stiftung zur Unterstützung hilfsbedürftiger Handwerker eingerichtet werden, die Stiftung sollte die Bezeichnung "Heinrich-Fuhr-Stiftung" führen. Der Gemeinderat sollte die Bedürftigen, jährlich fünf Handwerker, festlegen, die jeder 150 Gulden bekommen sollten, hierfür sollten 30.000 Gulden bereitgestellt werden (das Kapital wurde 1923 während der Inflation wertlos);
- der Zinsertrag von 10.500 Gulden sollte namentlich festgelegten Personen zu gleichen Teilen zugutekommen. Die Laufzeit sollte so lange bestehen, bis der letzte Rentenbezieher verstorben ist, anschließend sollte der Restbetrag der Höheren Gewerbeschule (Vorläuferin der Technischen Universität Darmstadt) zufallen, damit diese physikalische und mathematische Instrumente, Modelle, Bücher, Zeichnungen und dergleichen Gegenstände anschafft – die Zinsen sollten zu sonstigen nützlichen Zwecken verwendet werden;
- die Polizei der Residenz Darmstadt sollte 1.000 Gulden erhalten, damit ein Gebäude errichtet oder gemietet wird, in dem Arrestanten des "gebildeten Standes" unterkommen;
- das Hofgut Braunshardt sollte an seinen Neffen, den Landwirt Georg Ludwig Heinrich Fuhr, vererbt werden.

Ein halbes Jahr nach seinem Tod ist die Handlungsfirma Johann Heinrich Fuhr in Darmstadt erloschen.

## Ehrungen
Die Heinrich-Fuhr-Straße in Darmstadt wurde 1918 nach ihm benannt.